# Servei de Foc i Rescat d'Israel
El Servei de Foc i Rescat d'Israel (en hebreu: הרשות הארצית לכבאות והצלה) (en anglès: Israel Fire and Rescue Service) és l'organització estatal israeliana encarregada de lluitar contra els incendis i dur a terme rescats. L'organització també duu a terme serveis de rescat després dels atemptats terroristes, els accidents de trànsit, i les fugides de substàncies perilloses, juntament amb el Magen David Adom, el servei nacional d'emergències. L'any 2010, el director del servei era el Tinent General Shimon Romach. Administrativament depèn del Ministeri de Seguretat Pública.